# Gföhl

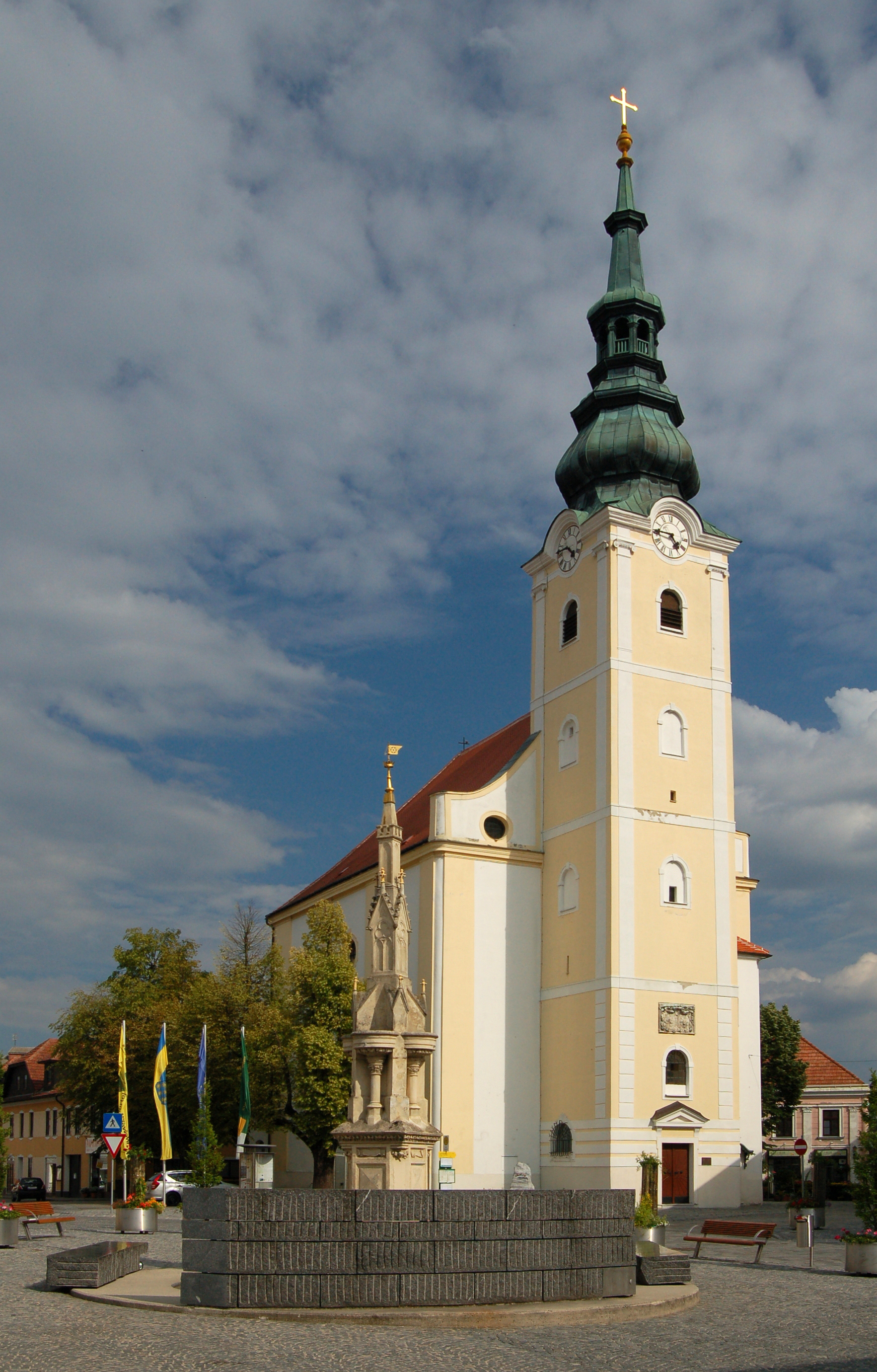
Farní kostel sv. Ondřeje

Gföhl (zastarale česky Kvíl) je město v Rakousku ve spolkové zemi Dolní Rakousy v okrese Kremže. Žije v něm 3 715 obyvatel (podle sčítání z roku 2016).

## Poloha
Gföhl se nachází ve spolkové zemi Dolní Rakousy v regionu Waldviertel. Leží 14 km severozápadně od okresního města Kremže. Napojuje se v něm silnice B32, která se u Brunnu an der Wild odpojuje od silnice B2 a pokračuje sem přes Neupöllu, na silnici B37, která vede z Rastenfeldu přes Gföhl do Kremže. Rozloha území města činí 80,73 km², z nichž 46% je zalesněných.

### Členění
Území města Gföhl se skládá z devatenácti částí (v závorce uveden počet obyvatel k 1.1.2015):
- Felling (107)
- Garmanns (72)
- Gföhl (2028)
- Gföhleramt (292)
- Großmotten (121)
- Grottendorf (45)
- Hohenstein (70)
- Lengenfelderamt (35)
- Litschgraben (23)
- Mittelbergeramt (50)
- Moritzreith (131)
- Neubau (34)
- Ober-Meisling (82)
- Rastbach (99)
- Reisling (61)
- Reittern (105)
- Seeb (129)
- Unter-Meisling (191)
- Wurfenthalgraben (21)

## Historie
Město vzniklo jako osada na významné křižovatce cest z Kremže, Zwettlu, Langenlois a Garsu.

## Pozoruhodnosti
- Farní kostel sv. Ondřeje ve Gföhlu
- Kaple v Gföhleramtu
- Zřícenina Hohenstein
- Kostel Nejsvětější Trojice v Moritzreithu
- Farní kostel sv. Štěpána v Obermeislingu
- Zámek Rastbach
- Farní kostel sv. Pankráce v Rastbachu

## Osobnosti
- Johann Baptist Wisgrill (1795–1851), doktor a profesor medicíny
- Josef Edlinger (* 1969), politik
- Franz Fux (1927–2009), politik a spisovatel
- Erwin Redl (* 1963), umělec
- Otmar Schissel von Fleschenberg (1884–1943), filolog, germanista a byzantista
- Karl Simlinger (1906–1965), politik
- Erwin Waldschütz (1948–1995), filozof

## Galerie

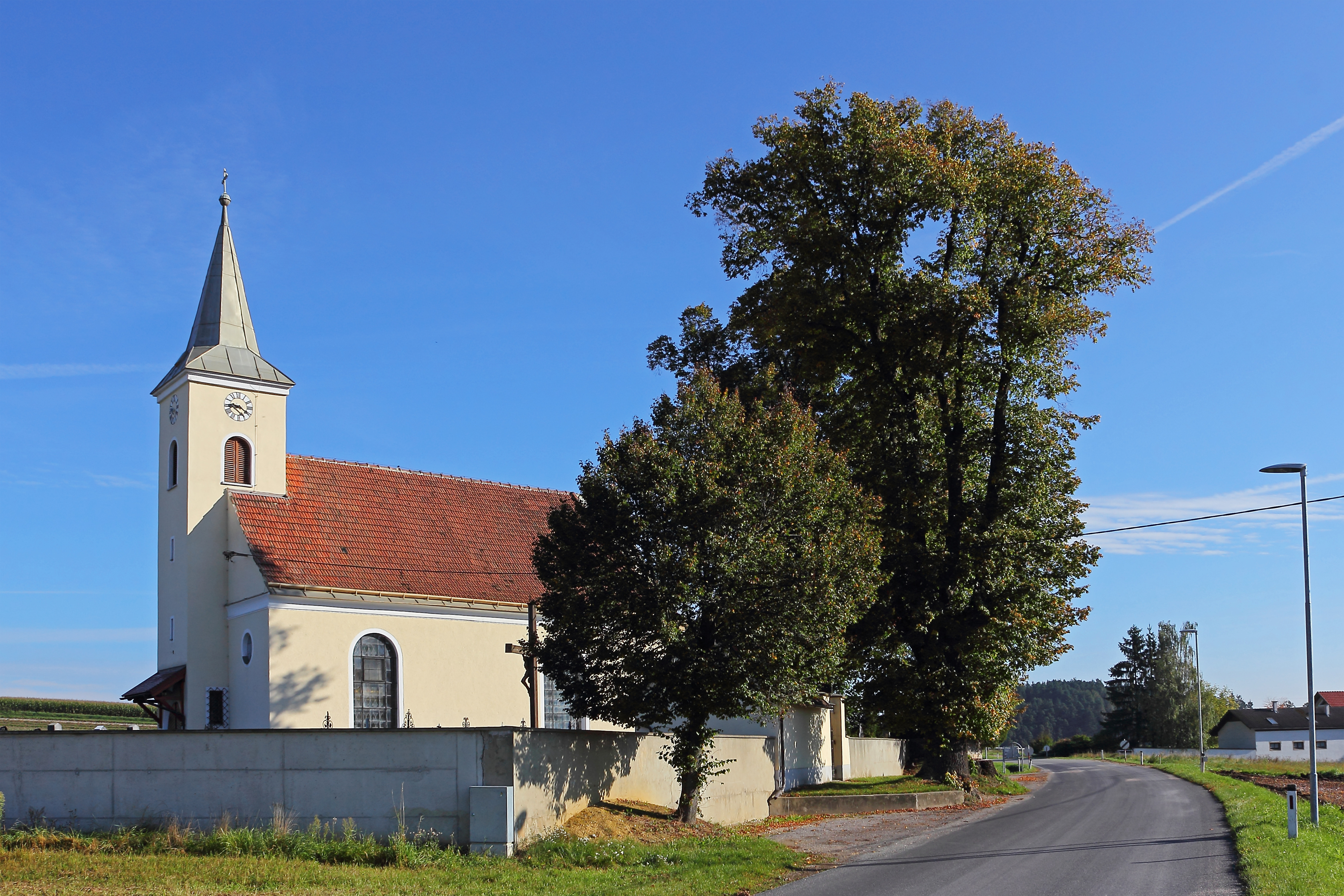
Kostel Nejsvětější Trojice v Moritzreithu
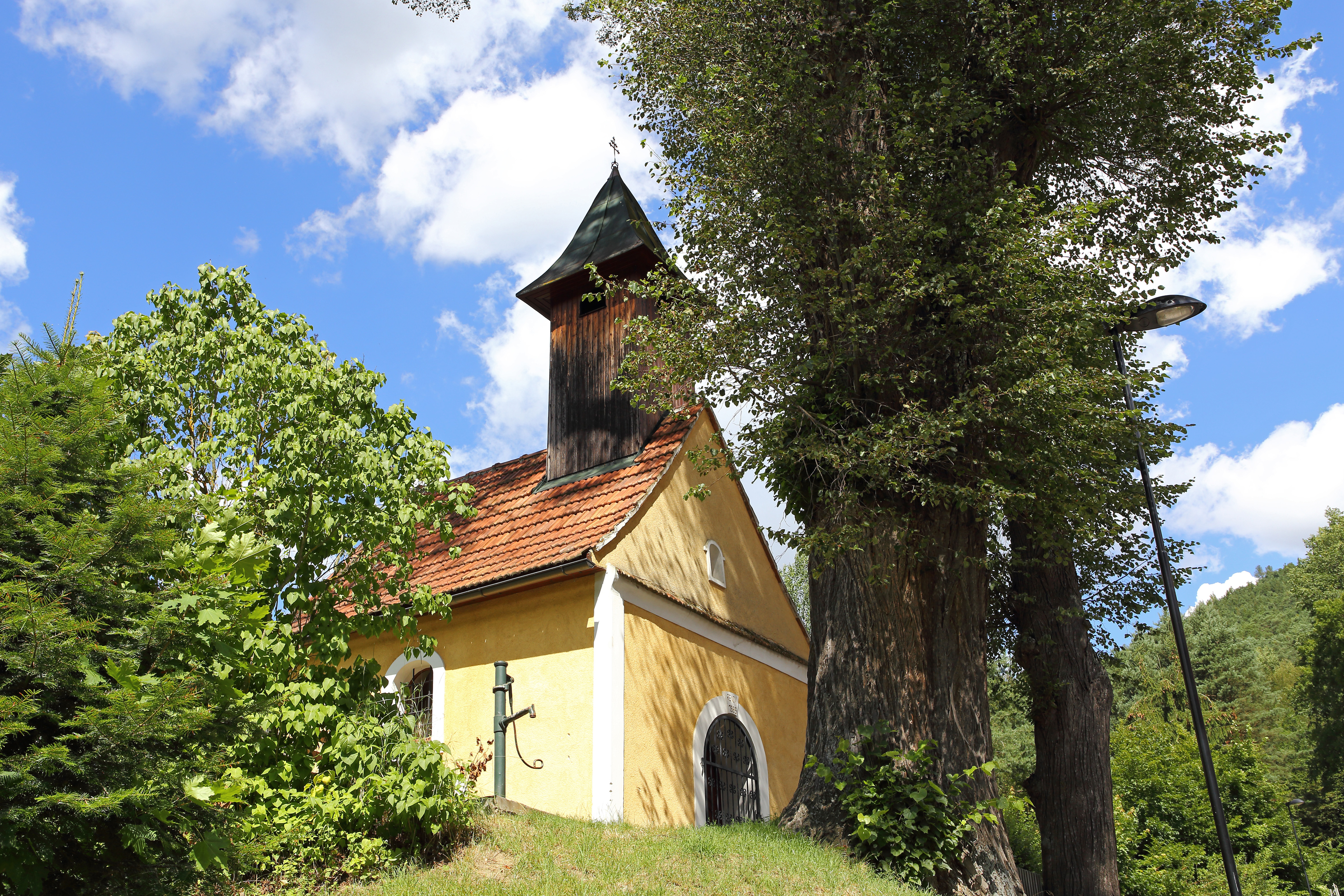
Kaple v Hohensteinu
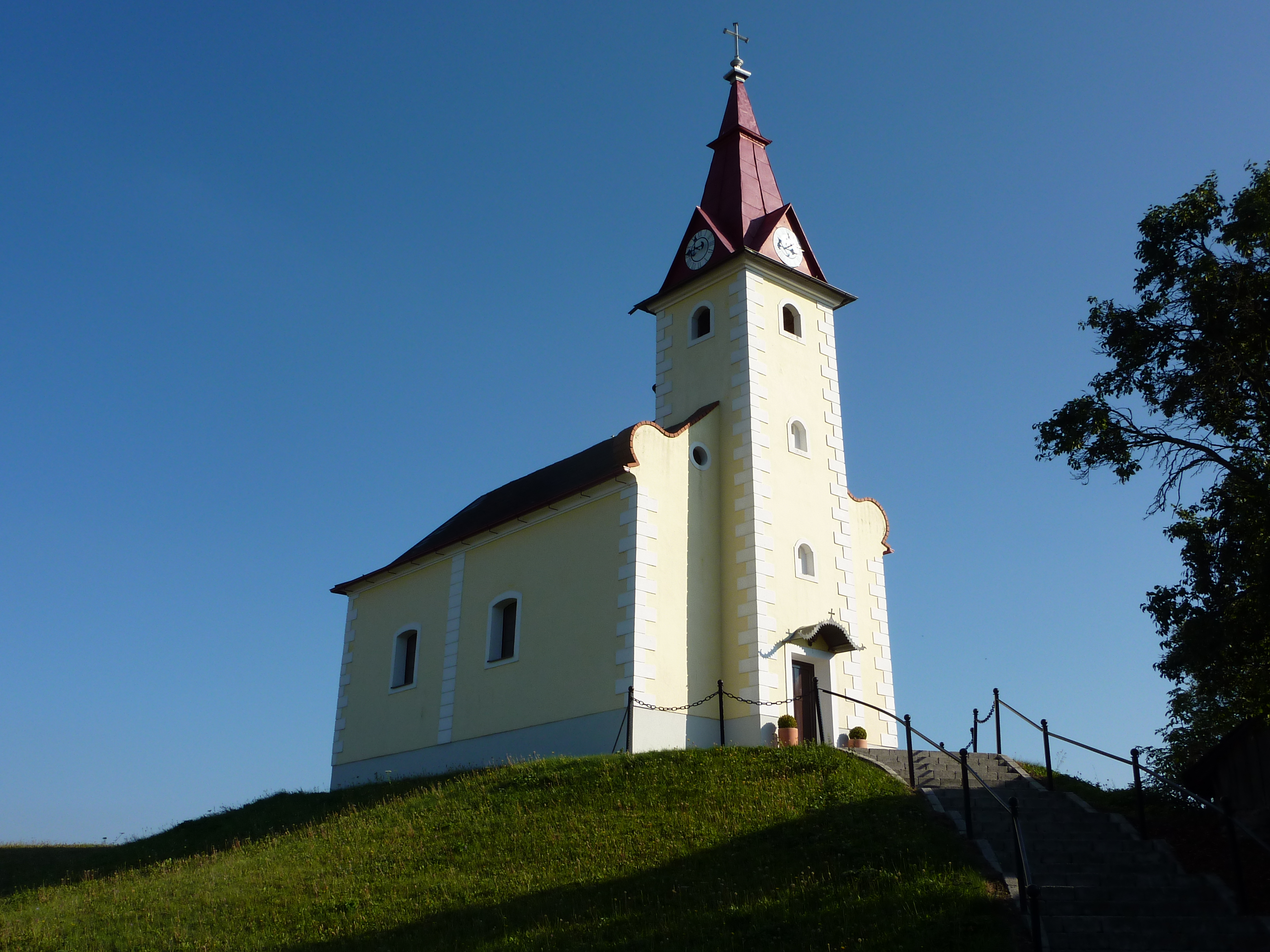
Kaple v Seebu
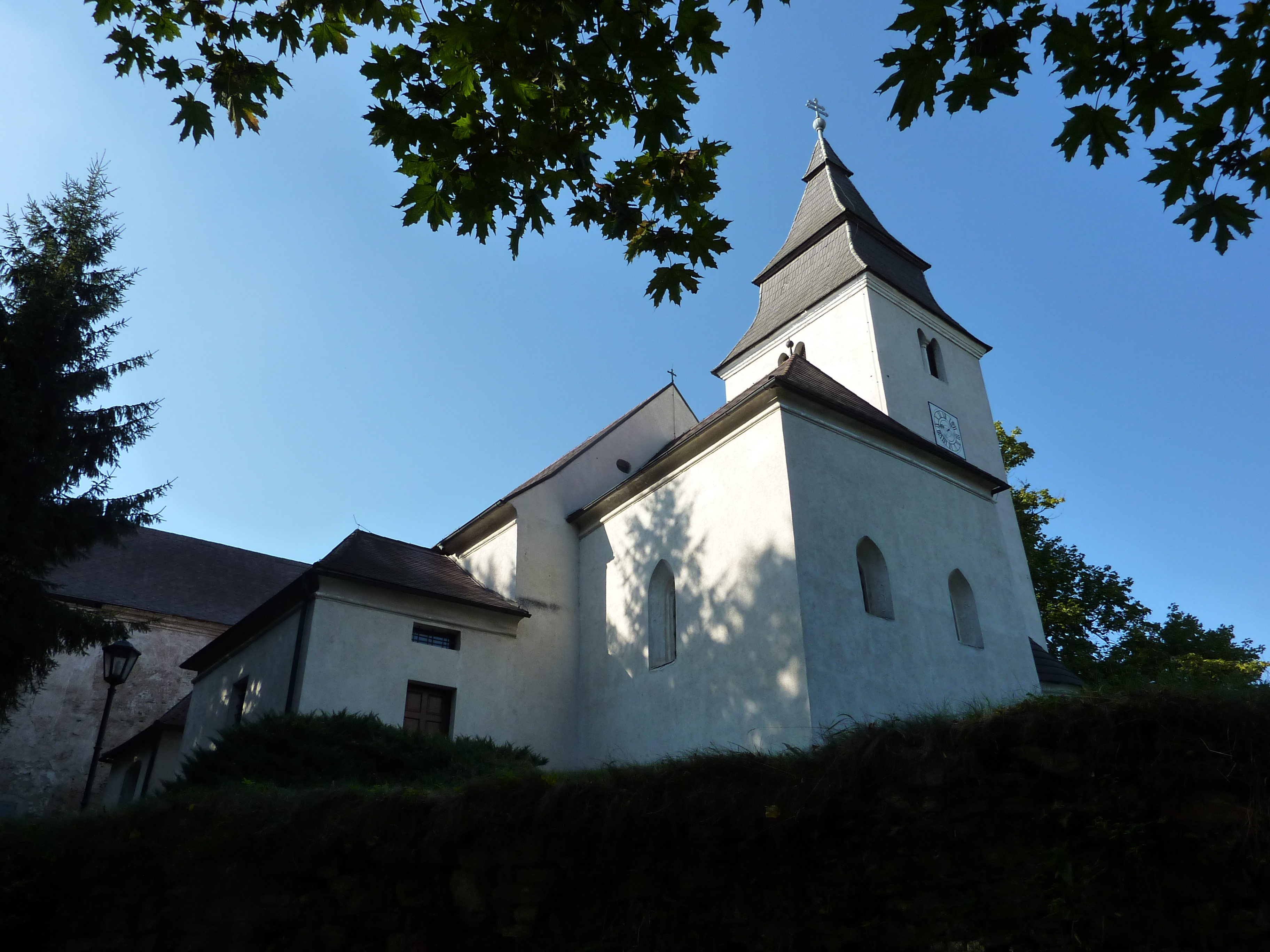
Farní kostel sv. Pankráce v Rastbachu
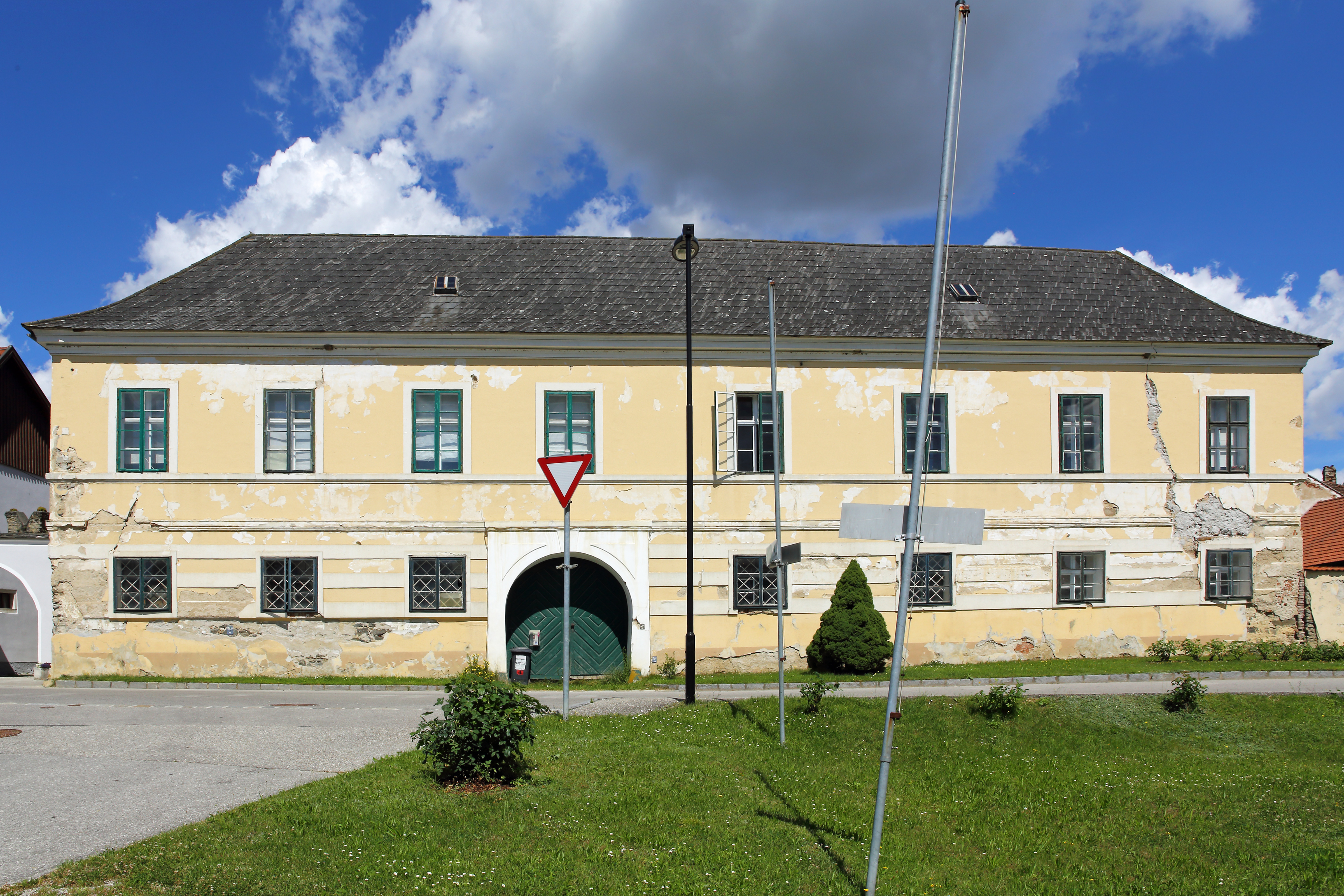
Zámek Felling
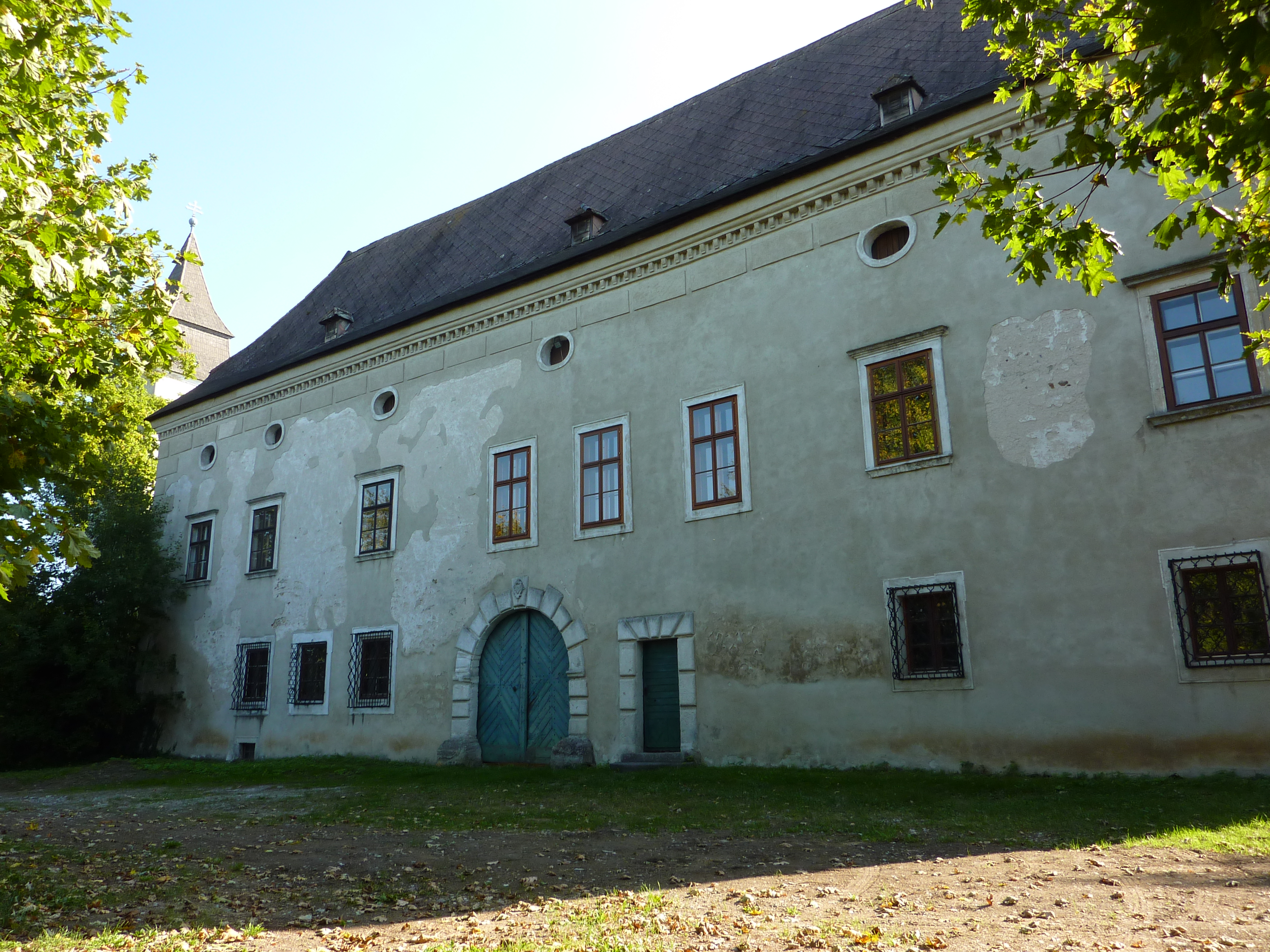
Zámek Rastbach
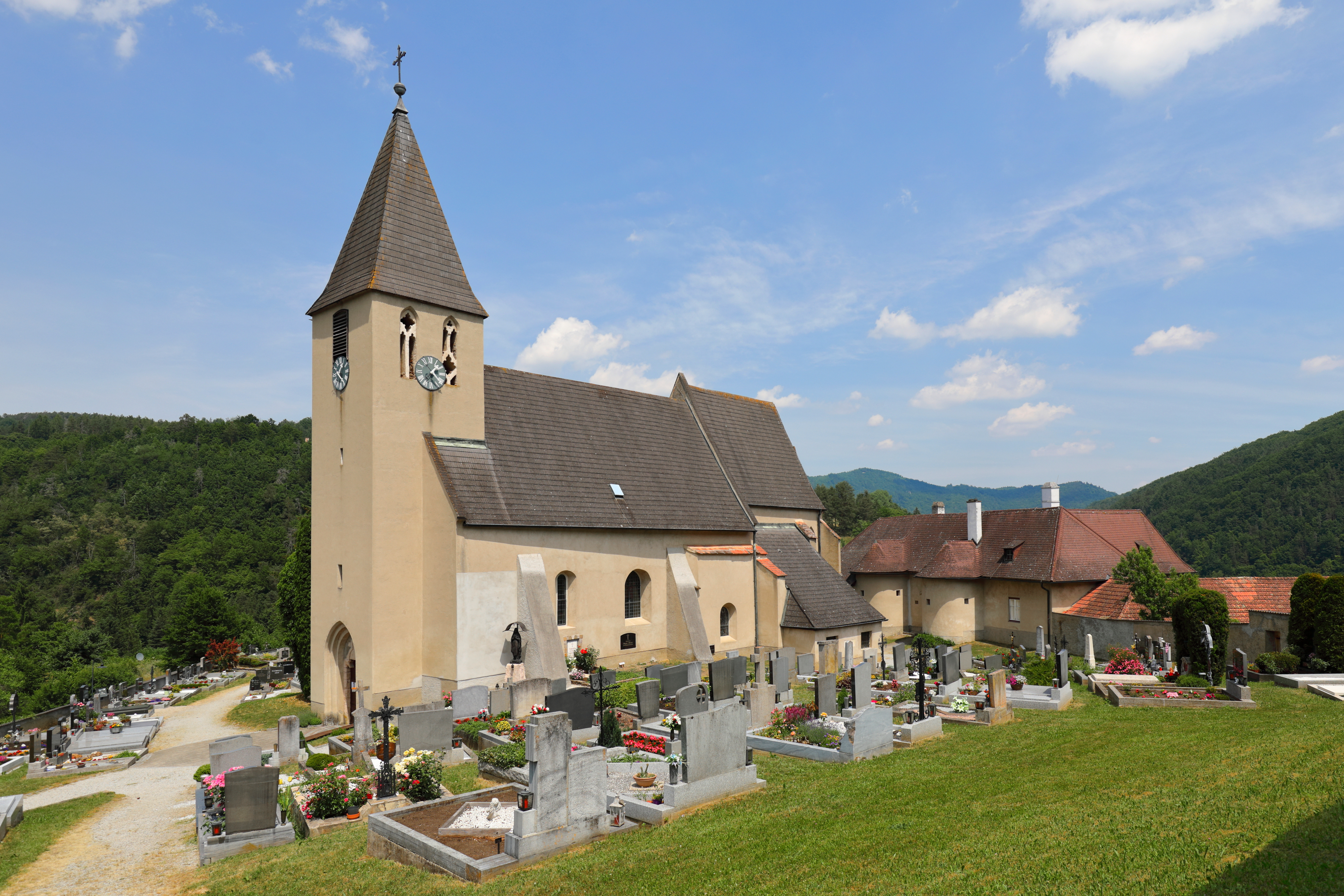
Kostel sv. Štěpána v Obermeislingu
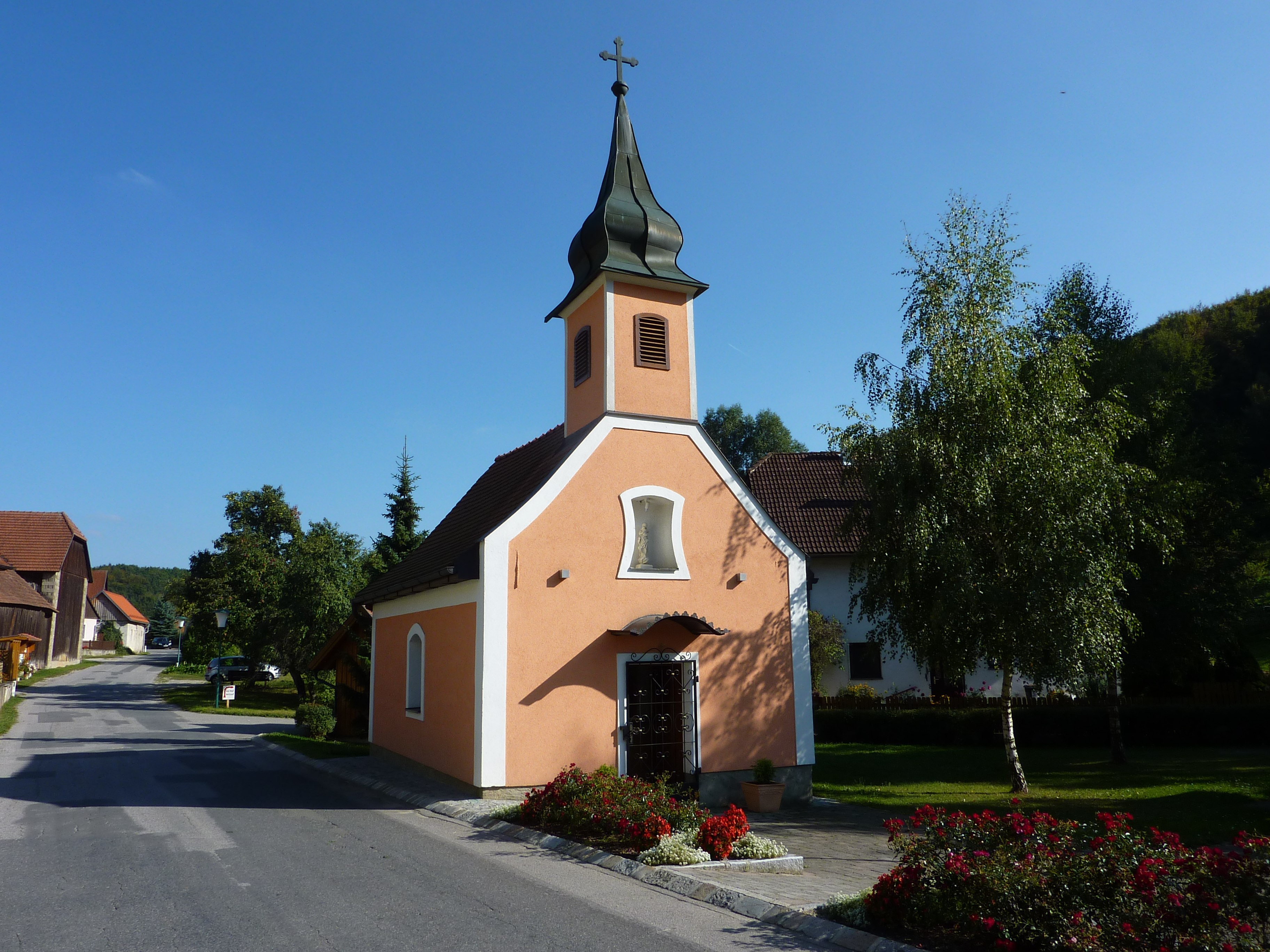
Kaple v Garmanns